# Korporacja Ubezpieczeń Kredytów Eksportowych
Korporacja Ubezpieczeń Kredytów Eksportowych Spółka Akcyjna (KUKE lub KUKE S.A.) – polskie przedsiębiorstwo ubezpieczeniowe działające w formie spółki akcyjnej. Zostało utworzone przez Skarb Państwa w celu wspierania działań eksportowych polskich przedsiębiorstw.
Siedziba KUKE mieści się w biurowcu Cedet przy ul. Kruczej 50 w Warszawie.

## Opis
Spółka powstała w 1991 roku i ubezpiecza transakcje handlowe polskich przedsiębiorców w kontaktach zarówno z polskimi, jak i zagranicznymi odbiorcami. Jako jedyna w Polsce prowadzi ubezpieczenia eksportowe gwarantowane przez Skarb Państwa, zapewniając bezpieczeństwo w handlu na rynkach podwyższonego ryzyka.
KUKE działa na podstawie ustawy z dnia 11 września 2015 roku o działalności ubezpieczeniowej i reasekuracyjnej oraz ustawy z dnia 7 lipca 1994 r. o gwarantowanych przez Skarb Państwa ubezpieczeniach eksportowych.
KUKE funkcjonuje w formie spółki akcyjnej. Udziałowcami spółki są: Skarb Państwa reprezentowany przez ministra właściwego do spraw gospodarki (51,55%) oraz państwowy Bank Gospodarstwa Krajowego (48,45%).
W marcu 2014 roku przez Korporację Ubezpieczeń Kredytów Eksportowych powołana do życia została firma faktoringowa KUKE Finance, której głównym celem jest pomoc w finansowaniu należności krajowych i zagranicznych, w ramach wszystkich dostępnych na rynku rodzajów faktoringu.